# 아담파
아담파(Adamites)는 기독교의 이단 종파이다. 이들은 세속의 굴레로부터 인간의 영혼과 육체를 동시에 해방시키는 것을 목표로 하였고, 하나님의 왕국을 영원한 즐거움과 환희의 왕국으로 파악하였다. 따라서 종교 의례를 할 때 옷을 입지 않았고 공동체 안에서 집단 혼숙도 마다하지 않았다. 주로 기원후 2~4세기에 북아프리카에 퍼져 있던 초기 기독교 종파를 가리키나, 중세 후기에 중앙유럽에서 재등장한 비슷한 성향의 이단 종파를 포함하여 가리키기도 한다.

## 고대 아담파
북아프리카에서 유행한, 아담의 원시적 순수성 회복을 주장하는 이단 종파로서 그 연원은 대략 2세기까지 거슬러 올라간다. 다양한 기록들이 그 기원에 관한 이야기를 하고 있다. 어떤 기록은 아담파가 카르포크라테스 영지주의에서 나왔다고 한다. 다른 기록들에서는 아담파를 단순한 삶으로의 회귀와 결혼의 철폐를 통해 육욕을 근절하려 한 엇나간 금욕주의의 산물이라고 한다.
에피파니우스, 아우구스티누스는 아담파를 직접 거론하며 그 의례에 관한 기록을 남겼다. 아담파는 자기네 교당을 "낙원"이라고 불렀으며 그 구성원들은 아담과 이브의 본래적 순수를 되찾았다고 주장했다. 또 그들은 "신성한 나체주의"를 행하면서 결혼, 사법 등은 에덴동산에는 없던 것으로 죄악만을 낳을 뿐이라며 일체를 부정하고 무엇이든 선악을 생각치 않고 하고 싶은 대로 했다. 숭배 의식 중에는 옷을 벗어 나체가 되었다고 한다.

## 신아담파

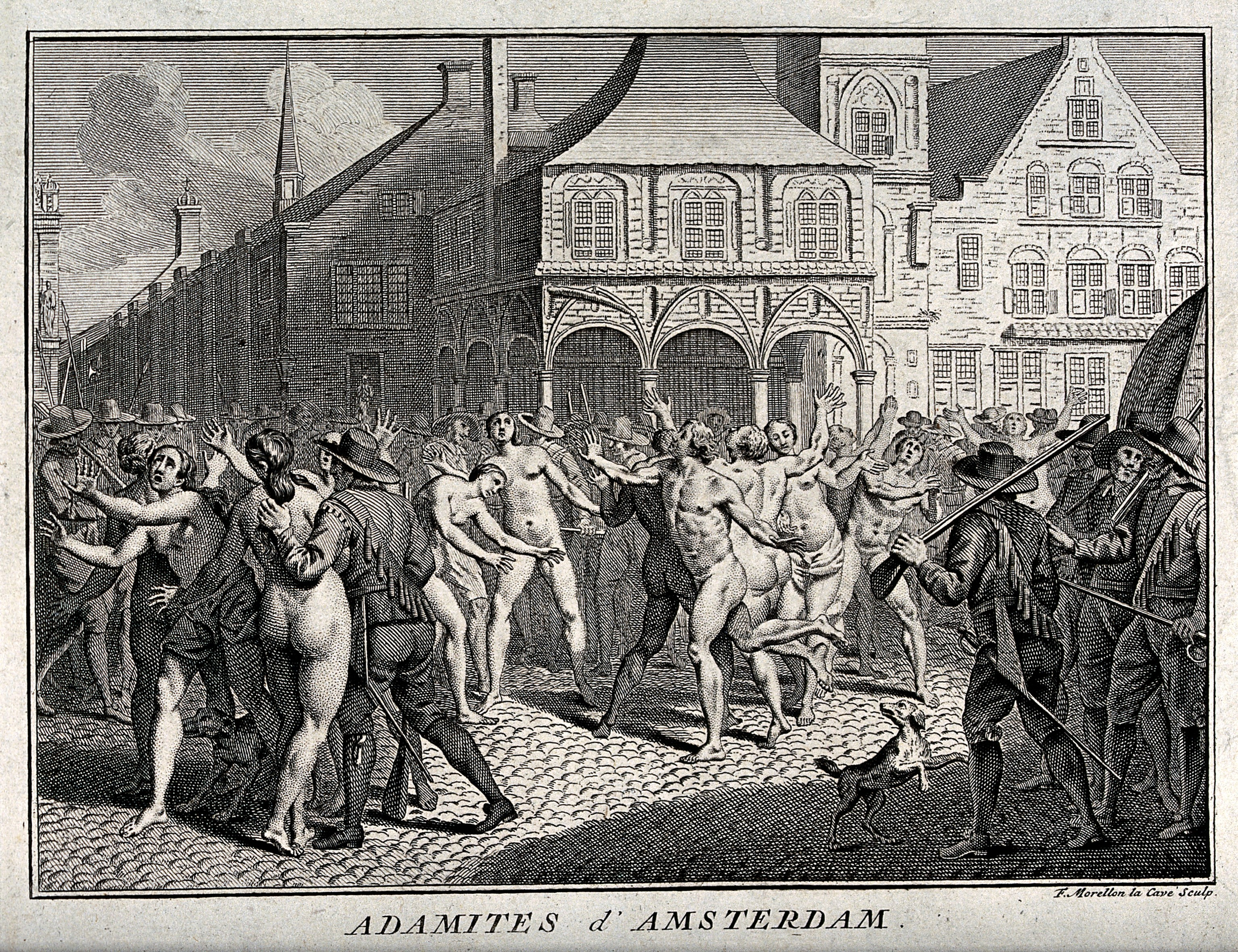
암스테르담 광장에서 체포되는 신아담파. 18세기 중반 그려짐.

보다 훗날인 중세 유럽에서 고대 아담파와 비슷한 행태가 나타났다. 13세기 네덜란드의 자유영혼의 교우들, 14세기 독일의 베긴회 등이 그러했다. 이들은 모두 주류 교회의 강한 배척을 받았다.
베긴회는 보헤미아 네샤르카 섬을 점거하고 종교 공동체를 만들었는데 이들을 피카드파라고 한다. 피카드파는 나체생활을 하며 결혼과 사유재산을 부정하고 자유연애를 했다. 강경 후스파인 타보르파의 지도자 얀 지슈카는 1421년 피카드파를 거의 뿌리뽑았다. 그러나 이듬해 아담파는 보헤미아와 모라비아 곳곳으로 넓게 퍼졌다. 아담파는 성변화, 성찬을 부정했기에 가톨릭이 후스파를 증오했듯 후스파도 아담파를 증오했다.
1781년 이후 아담파는 신성로마황제 요제프 2세의 관용 덕에 보헤미아에서 잠깐 부활한다. 그러나 1849년 오스트리아 정부는 보헤미아 지역의 신아담파 잔당을 모두 토벌했다.

## 참고 문헌
- 본 문서에는 현재 퍼블릭 도메인에 속한 브리태니커 백과사전 제11판의 내용을 기초로 작성된 내용이 포함되어 있습니다.
- This article incorporates text from a publication now in the public domain: Herbermann, Charles, ed. (1913). "Adamites". Catholic Encyclopedia. New York: Robert Appleton.
- Hames, Peter (2009). 《Czech and Slovak Cinema: Theme and Tradition》. Oxford University Press. ISBN 978-0-7486-8683-4.